# Renata Langfort
Renata Maria Langfort – polska lekarka, profesor nauk medycznych i nauk o zdrowiu.

## Życiorys
Jest absolwentką Akademii Medycznej w Warszawie, w 1994 r. obroniła pracę doktorską, w 2014 r. otrzymała habilitację. W 2023 r. uzyskała tytuł profesora nauk medycznych i nauk o zdrowiu. Pracuje w Instytucie Gruźlicy i Chorób Płuc.